# New Washington (Ohio)
New Washington é uma vila localizada no estado norte-americano de Ohio, no Condado de Crawford.

## Demografia
Segundo o censo norte-americano de 2000, a sua população era de 987 habitantes.
Em 2006, foi estimada uma população de 941, um decréscimo de 46 (-4.7%).

## Geografia
De acordo com o United States Census Bureau tem uma área de
3,3 km², dos quais 3,3 km² cobertos por terra e 0,0 km² cobertos por água. New Washington localiza-se a aproximadamente 302 m acima do nível do mar.

## Localidades na vizinhança
O diagrama seguinte representa as localidades num raio de 16 km ao redor de New Washington.